# Evgenij Žerbaev
Evgenij Aleksandrovič Žerbaev (in russo Евгений Александрович Жербаев?; Kujta, 15 giugno 1994) è un lottatore russo, specializzato nella lotta libera.

## Biografia
Ha rappresentato la Federazione russa di lotta ai mondiali di Oslo 2021, dove ha vinto la medaglia di bronzo nel torneo dei 71 kg.

## Palmarès
| Anno                                               | Manifestazione | Sede | Evento | Risultato | Note |
| -------------------------------------------------- | -------------- | ---- | ------ | --------- | ---- |
| In rappresentanza della Federazione russa di lotta |                |      |        |           |      |
| 2021                                               | Mondiali       | Oslo | 70 kg  | Bronzo    |      |